# Theochila
Theochila es un género monotípico de mariposas, perteneciente a la familia Pieridae. Su única especie es Theochila maenacte (Boisduval, 1836)

## Subespecies
- Theochila maenacte maenacte
- Theochila maenacte itatiayae (Foetterle, 1902)

## Distribución
La especie y subespecies se encuentran distribuidas por Brasil (Río de Janeiro), Paraguay y Argentina.